# Jean-Paul Bernad
Pour les articles homonymes, voir Bernad.
Jean-Paul Bernad est un footballeur français né le 8 juillet 1954 à Sidi-Bel-Abbès.

## Biographie
Ce meneur de jeu débute à l'Olympique lyonnais et joue avec Chiesa et Lacombe, avant de passer par le Besançon Racing Club,,. 
Mais il se révèle vraiment comme capitaine au FC Metz avec lequel il remporte la Coupe de France en 1984 face à l'AS Monaco,,.
L'année suivante, lors de la Coupe d'Europe des vainqueurs de coupe, il prend part à l'un des plus grands exploit du FC Metz et du football français, battant le FC Barcelone au Camp Nou 4-1 et se qualifiant pour les 8e de finale de la compétition,,,.
Éliminés par le Dynamo Dresde au tour suivant, l'exploit des Messins de battre le Barça à domicile reste inégalé par un club français jusqu'au triplé de Kylian Mbappé en 2021 qui permet au PSG de reproduire le score de 4-1 des Lorrains,.

## Carrière de joueur
- 1974-1978 : Olympique lyonnais
- 1978-1981 : Besançon RC
- 1981-1985 : FC Metz
- 1985-1987 : OGC Nice
- 1987-1988 : Nîmes Olympique[12]

## Palmarès
- Finaliste de la Coupe de France 1976 (avec l'Olympique lyonnais)
- Vainqueur de la Coupe de France 1984 (avec le FC Metz)

## Sources
- Jacques Ferran et Jean-Philippe Réthacker - Les guides de l'Équipe, Football 85-86, 1985 : Dictionnaire de la Division 1, page 33